# Ponant-Explorer-Klasse
Die Ponant-Explorer-Klasse ist eine Kreuzfahrtschiffsklasse der französischen Reederei Compagnie du Ponant. Die Schiffe sind nach französischen Entdeckern benannt.

## Allgemeines
Im März 2016 wurde ein Vorvertrag zwischen Ponant und der zur Fincantieri-Gruppe gehörenden Werft Vard über vier Schiffe mit Ablieferung von Sommer 2018 bis Sommer 2019 geschlossen. Der Bauvertrag über zunächst vier Schiffe wurde im August 2016 geschlossen. Anfang März 2018 wurden zwei weitere Schiffe mit Ablieferung 2020 bestellt. Der Bau der Rohbauten erfolgt bei Vard im rumänischen Tulcea, die Endausrüstung in Søviknes. Ein Schiff der Klasse kostete jeweils 110 Mio. US-Dollar.
Jeweils zwei Schiffe wurden in den Jahren 2018, 2019 und 2020 abgeliefert. Die nach französischen Entdeckern benannten Schiffe der Ponant-Explorer-Klasse werden unter der Flagge des französischen Überseegebietes Wallis und Futuna betrieben und sind in Mata Utu registriert. Entworfen wurde die Schiffsklasse vom Schiffsarchitekturbüro Stirling Design International in Nantes, das auch für die Schiffe der Boreal-Klasse verantwortlich war. Das Konzept für die Inneneinrichtung stammt vom französischen Designerstudio Jean-Philippe Nuel. Von der Bauwerft wird der Schiffstyp als VARD 6 08 bezeichnet.
2019 bestellte Ponant zwei weitere Schiffe, eine Weiterentwicklung der Schiffe der Ponant-Explorer-Klasse. Die Schiffe sollten für die Marke Paul Gauguin Cruises in Fahrt kommen. Der Bau der Schiffe wurde später annulliert.

## Geschichte
Der Bau des ersten Schiffes der Klasse, der Le Lapérouse, begann mit dem ersten Stahlschnitt am 3. Januar 2017. Nach dem Stapellauf im Dezember 2017 wurde das Schiff zur Endausrüstung nach Norwegen geschleppt. Die Le Lapérouse wurde am 15. Juni 2018 abgeliefert. Am 19. Juni wurde sie in Dienst gestellt und am 10. Juli 2018 in Reykjavík getauft.
Am 1. März 2017 begann der Bau der Le Champlain. Im Mai 2017 folgten die Le Bougainville und die Le Dumont d’Urville und im April 2018 die Le Bellot und die Le Surville. Die Schiffe wurden zwischen September 2018 und Juli 2020 fertiggestellt und anschließend in Dienst gestellt.

## Beschreibung
Die Schiffe verfügen über sieben Decks. Sie sind mit 92 Passagierkabinen ausgestattet, darunter vier Suiten, so dass bei Doppelbelegung 184 Passagiere an Bord Platz finden. Die Kabinen, die alle über einen eigenen Balkon verfügen, verteilen sich auf die Decks 3 bis 6. An Bord befinden sich zwei Restaurants und zwei Lounges sowie ein Theater. Im Rumpf befindet sich unterhalb der Wasserlinie im Mittschiffsbereich eine als „Blue Eye“ bezeichnete Unterwasserlounge, die es Passagieren ermöglichen soll, einen Blick auf die Unterwasserwelt zu werfen. Die Unterwasserlounge wurde vom französischen Architekten Jacques Rougerie entworfen.

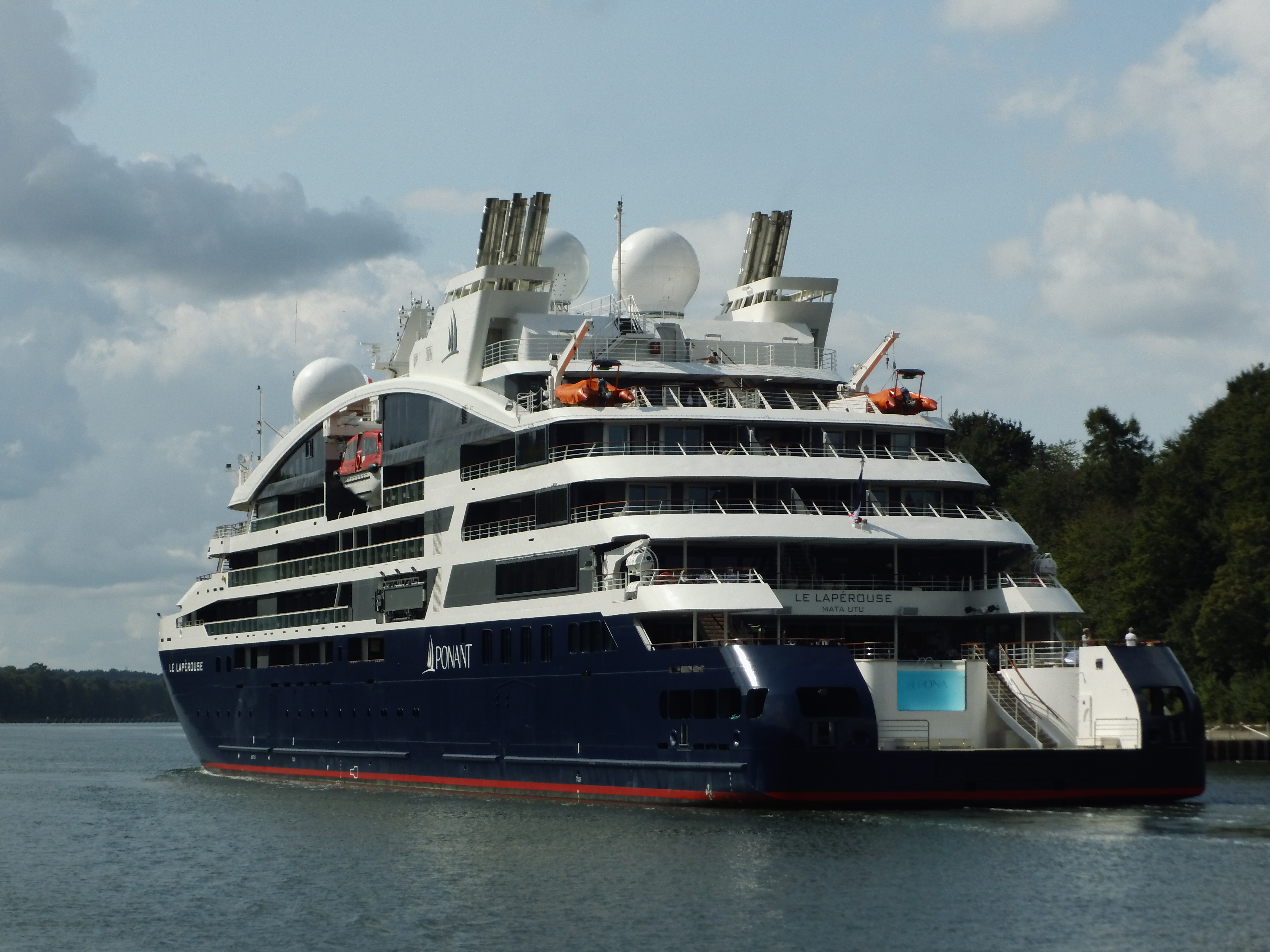
Heckansicht der Le Lapérouse

Im Heckbereich befindet sich ein Schwimmbecken. Weiterhin sind die Schiffe am Heck mit einer Badeplattform ausgerüstet. Von hier können auch die mitgeführten Zodiacs für Expeditionen sowie Wassersportgeräte eingesetzt werden.
Der Antrieb der Schiffe erfolgt dieselelektrisch. Die Stromerzeugung für die Antriebsmaschinen und den Bordbetrieb stehen vier Dieselgeneratoren mit jeweils 1.366 kW Leistung (1.707 kVA Scheinleistung) zur Verfügung. Die Propulsion erfolgt durch zwei Elektromotoren mit jeweils 2.200 kW Leistung, die zwei Verstellpropeller antreiben. Die Schiffe sind mit einem Bugstrahlruder mit Verstellpropeller ausgerüstet.
Die von Bureau Veritas klassifizierten Schiffe werden mit dem Klassenzeichen „Cleanship“ gekennzeichnet, das von der Klassifikationsgesellschaft für die Einhaltung bestimmter MARPOL-Vorschriften in Bezug auf Anti-Fouling-Anstriche des Rumpfes, das Ballastwassermanagement und die Abgasbehandlung vergeben wird.
Die Rümpfe der Schiffe sind eisverstärkt (Eisklasse 1C).

## Schiffe
| Ponant-Explorer-Klasse | Ponant-Explorer-Klasse | Ponant-Explorer-Klasse | Ponant-Explorer-Klasse                       |
| Bauname                | Baunummer              | IMO-Nummer             | Kiellegung Stapellauf Ablieferung            |
| ---------------------- | ---------------------- | ---------------------- | -------------------------------------------- |
| Le Lapérouse           | 848                    | 9814026                | 1. März 2017 18. Dezember 2017 15. Juni 2018 |
| Le Champlain           | 849                    | 9814038                | 20. April 2017 27. September 2018            |
| Le Bougainville        | 850                    | 9814040                | 23. Juni 2017 5. April 2019                  |
| Le Dumont d’Urville    | 851                    | 9814052                | 28. Juni 2017 14. Juni 2019                  |
| Le Bellot              | 889                    | 9852418                | 12. März 2020                                |
| Le Jacques Cartier     | 890                    | 9852420                | 10. Juli 2020                                |
|                        | 924                    | 9907029                | annulliert                                   |
|                        | 925                    | 9907031                | annulliert                                   |

Für das vierte Schiff der Klasse war ursprünglich der Name Le Kerguelen vorgesehen. Im März 2017 wurde dieser in Le Dumont d’Urville geändert. Beim sechsten Schiff wurde der vorgesehene Name 2019 von Le Surville in Le Jacques Cartier geändert.